# Lubiana
Lubiana, je bio razarač u sastavu talijanske Regiae Marinae. Izvorno je to bio jugoslavenski razarač Ljubljana kojeg su Talijani 1941. zarobili.

## Operativna uporaba
24. siječnja 1940. tijekom uplovljavanja u šibensku luku doživjela je havariju (rasparan joj je desni bok) i potonula. Krivac za to bila je jaka bura koja tada puhala, ali i jako tanka brodska oplata iznad morske razine.